# Pediocactus winkleri
Pediocactus winkleri là một loài thực vật có hoa trong họ Cactaceae. Loài này được K.D. Heil mô tả khoa học đầu tiên năm 1979.

## Hình ảnh

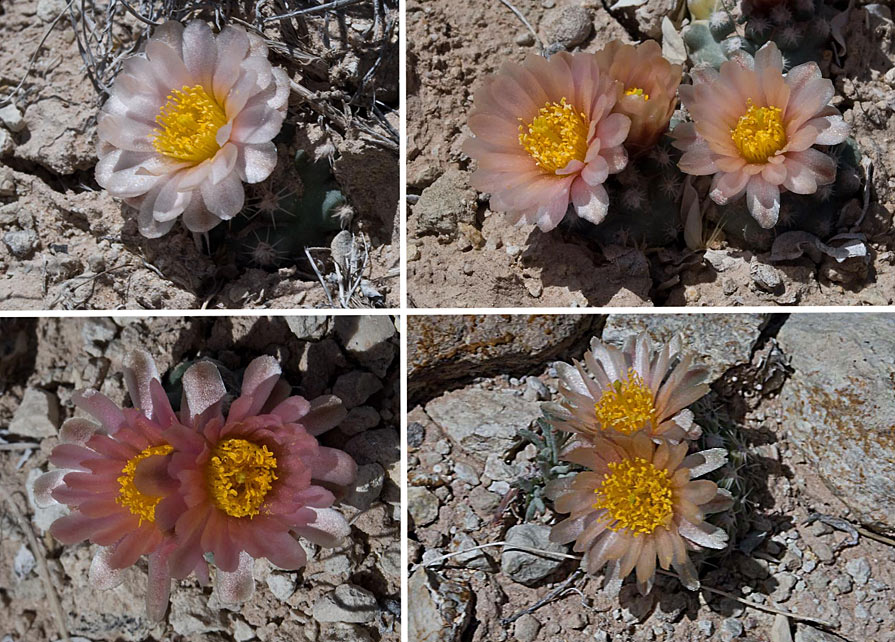
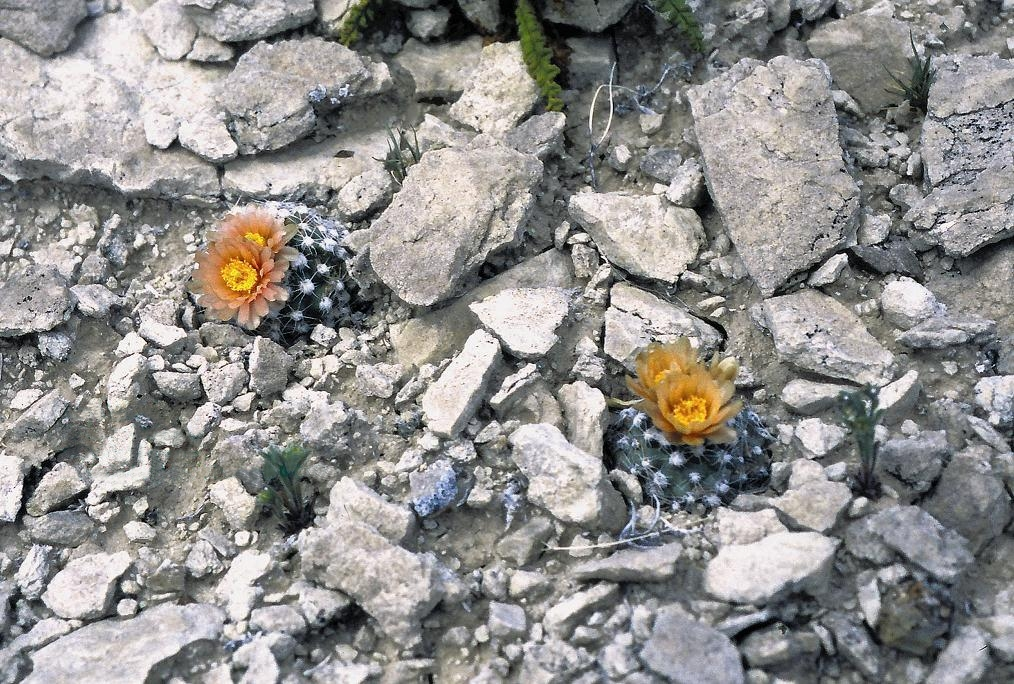
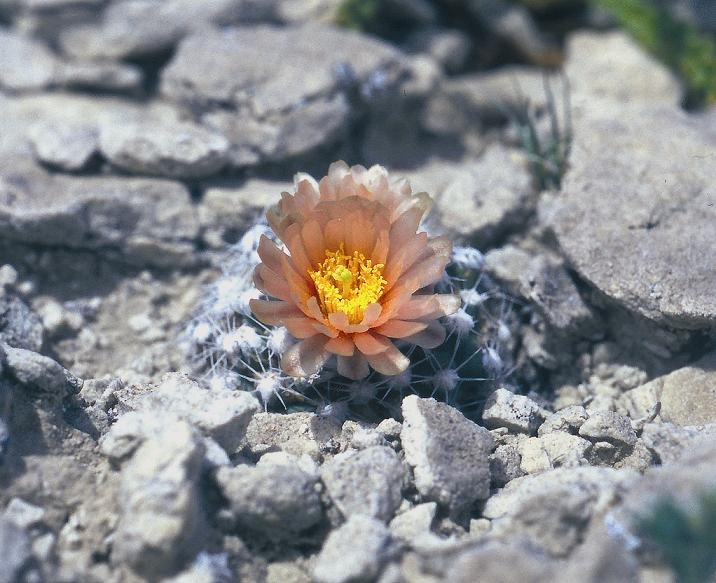
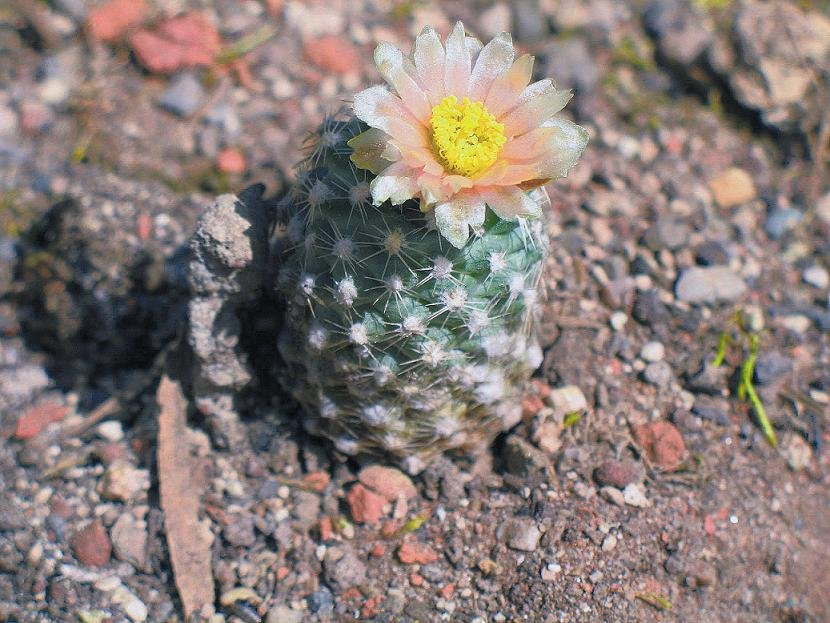